# Милан Васић (академик)
Милан Васић (Горња Пецка, 19. децембар 1928 — Бањалука, 26. децембар 2003) био је српски историчар и председник Академије наука и умјетности Републике Српске.

## Биографија
Рођен је 19. децембра 1928. године у селу Горња Пецка код Мркоњић Града. У родном месту је завршио основну школу, а у Бањалуци 1950. године Учитељску школу. Четири године касније завршио је студије историје са турским језиком на Сарајевском универзитету. Након завршених студија радио је као професор у Другој сарајевској гимназији, а од 1957. године на Филозофском факултету у Сарајеву. На том факултету Васић је одбранио и докторску дисертацију на тему „Мартолоси у југословенским земљама под турском владавином“. 
Од 1992. године професор Васић је живео у Бањалуци, где је предавао на Филозофском факултету на Одсеку за историју (предмет Српска и балканска историја од 15. до 18. века). Осим тога предавао је и на Правном факултету на предмету Историја државе и права српског народа.
У свом вишегодишњем научно-стваралачком раду академик Милан Васић објавио је преко 60 научних радова. Око 20 његових радова објављено је на пет страних језика — француском, турском, немачком, енглеском и руском.
Преминуо је у петак 26. децембра 2003. године, у 76. години живота. Тиме је Република Српска остала без председника Академије наука и умјетности.
Поводом Васићеве смрти, формиран је и одбор за његову сахрану (29. децембра на бањалучком Новом гробљу) са председником Републике Српске Драганом Чавићем на челу. Осим председника Чавића, у одбор су именовани и академици Милорад Екмечић, Рајко Кузмановић, Драгољуб Мирјанић, Дренка Шећеров-Зечевић, Бранко Милановић, Бориша Старовић и Бранко Шкундрић. Чланови одбора за сахрану су били и професори Драго Бранковић, Раде Михаљчић и асистент Жељко Вујадиновић, те министри Гојко Савановић и Џемал Колонић. У Вијећници Банског двора у Бањалуци одржана је комеморативна седница.

## Одабрана дела
- Đurđev, Branislav; Vasić, Milan (1962). Jugoslavenske zemlje pod turskom vlašću (do kraja XVIII stoljeća): Izabrani izvori. Zagreb: Školska knjiga.
- Vasić, Milan (1991). „Etnički odnosi u jugoslovensko-albanskom graničnom području prema popisnom defteru sandžaka Skadar iz 1582/83. godine”. Становништво словенског поријекла у Албанији. Титоград: Историјски институт. стр. 409—416.